# Crowbar (wrestler)
Christopher Ford (Rutherford, 4 marzo 1974) è un wrestler statunitense, noto maggiormente per i suoi trascorsi nella World Championship Wrestling con il ringname Crowbar.

## Carriera

### World Championship Wrestling (1999–2001)
Dopo aver lasciato la WWF, Storm firmò un contratto di sviluppo con la World Championship Wrestling. In WCW riformò gli Extreme con Darling, ma il tag team riscosse poco successo. A seguito dello scioglimento degli Extreme, fu messo in una stable con David Flair e Daffney, e adottò il ring name Crowbar. La gimmick della fazione vedeva tutti e tre i membri mentalmente instabili, con Daffney che urlava a squarciagola durante i suoi match e Crowbar che non si faceva scrupoli ad utilizzare mosse ad alto rischio che potevano compromettere anche la sua integrità fisica (oltre che quella degli avversari). Il 3 gennaio 2000 a Monday Nitro, Crowbar vinse il World Tag Team Championship in coppia con Flair dopo avere vinto un torneo. Successivamente cedettero i titoli a The Mamalukes (Big Vito & Johnny the Bull) a Thunder. Dopo aver perso un rematch all'evento SuperBrawl 2000, Crowbar e Daffney sconfissero Chris Candido (campione Cruiserweight) e Tammy Lynn Sytch in un mixed tag team match, quando Daffney schienò Sytch il 15 maggio a Nitro. In seguito Crowbar ebbe un confronto con Daffney per determinare il Cruiserweight Champion. A prevalere fu Daffney, che grazie all'interferenza esterna di Candido, divenne la seconda donna in assoluto a detenere il titolo Cruiserweight Championship. Fu poi la volta di un feud con l'ex partner di tag partner David Flair. Il 6 novembre a Thunder, Crowbar conquistò il titolo Hardcore Championship, sconfiggendo Reno. Dopo aver difeso la cintura contro Big Vito, cominciò una rivalità con Terry Funk che culminò all'ultima edizione del pay-per-view Starrcade, dove Funk sconfisse Crowbar vincendo il titolo Hardcore per la terza ed ultima volta.
Nel marzo 2001 Ford fu licenziato dalla WCW, poco tempo prima che la compagnia venisse acquisita dalla World Wrestling Federation.

## Personaggio

### Mosse finali
- Come Crowbar
  - Jumping inverted DDT
  - Mindbender (Sitout inverted suplex slam)
- Come Devon Storm
  - Eye of the Storm (Jumping inverted DDT)
  - Thunderclap (Lifting brainbuster)

### Manager
- Dawn Marie
- Lady Alexandra
- Daffney
- Father James Mitchell
- Bella Donna

### Soprannomi
- "Dangerous"
- "The Dark One"

### Musiche d'ingresso
- Terrible Lie dei Nine Inch Nails (ECW / Circuito indipendente)
- Personal Jesus dei Depeche Mode nella versione di Marilyn Manson (Circuito indipendente)

## Titoli e riconoscimenti
- American Championship Entertainment
  - ACE Fight or Flight Championship (1)
- Century Wrestling Alliance
  - CWA Tag Team Championship (1) – con Ace Darling
- East Coast Pro Wrestling
  - ECPW Heavyweight Championship (1)
  - ECPW Tag Team Championship (2) – con Ace Darling (1) e Timothy Plazma (1)
- East Coast Wrestling Association
  - ECWA Tag Team Championship (1) – con Ace Darling
- Eternity Wrestling Association
  - EWA Tag Team Championship (1) – con Ace Darling
- Independent Superstars of Professional Wrestling
  - ISPW Heavyweight Championship (2)
- International Fighting Network
  - IFN Heavyweight Championship (1)
- Mid-Eastern Wrestling Federation
  - MEWF Mid-Atlantic Championship (1)
  - MEWF Tag Team Championship (1) – con Mark Schrader
- NWA 2000
  - NWA 2000 Tag Team Championship (1) – con Ace Darling
- NWA New Jersey
  - NWA New Jersey Hardcore Championship (1)
  - NWA New Jersey State Heavyweight Championship (1, attuale)
  - NWA United States Tag Team Championship (New Jersey version) (1) – con Ace Darling
  - NWA World Light Heavyweight Championship (New Jersey version) (1)
- NWA New York
  - NWA New York Tag Team Championship (1) – con Ace Darling
  - NWA New York Television Championship (1)
- New Jack City Wrestling
  - NJCW Light Heavyweight Championship (1)
- Richmond Championship Wrestling
  - RCW Tag Team Championship (1) – con Ace Darling
- Pro Wrestling Illustrated
  - 72º tra i 500 migliori wrestler singoli secondo PWI 500 (2002)
- World Championship Wrestling
  - WCW Cruiserweight Championship (1)
  - WCW Hardcore Championship (1)
  - WCW World Tag Team Championship (1) – con David Flair
- World Wrestling All-Stars
  - WWA Hardcore Championship (1)